# Jens Risgaard Knudsen
Jens Risgaard Knudsen (14. april 1925 i Als – 29. januar 1997 i Greve) var en dansk politiker (Socialdemokraterne) og minister. I Folketinget fra 1964 til 1997.
- Fiskeriminister i Regeringen Jens Otto Krag II fra 8. oktober 1964 til 2. februar 1968.
- Minister for offentlige arbejder i Regeringen Anker Jørgensen IV fra 26. oktober 1979 til 15. oktober 1981.